# Дустов, Нарзулло
Нарзулло́ Ду́стов (тадж. Нарзулло Дӯстов) — советский и таджикский политический и государственный деятель. Известен как вице-президент Республики Таджикистан со 2 декабря 1991 года по 11 мая 1992 года. Ушёл в отставку из-за давления оппозиции. Также работал заместителем министра транспорта Таджикистана, а также в других государственных должностях.
Родился в 1940 году. В мае 1994 года был ранен в результате неудачного покушения в Душанбе. Покушение произошло в тот момент, когда он и его охрана выходили из служебного автомобиля возле дома заместителя одного из министров, и на большой скорости возле них проехал автомобиль ВАЗ-2106, откуда неизвестный стрелял в них из автоматического оружия, вероятно из автомата Калашникова. Кроме самого Дустова, был ранен один из его охранников, и они срочно были госпитализированы. Вскоре Нарзулло Дустов покинул Таджикистан, а власти Таджикистана предъявили ему обвинение по статье 306 УК («Насильственный захват власти или насильственное удержание власти») и объявили в розыск.
Скончался после продолжительной болезни 1 ноября 2022 года в Ташкенте.